# Jens-Erik Madsen
Jens-Erik Madsen (* 30. März 1981 in Randers) ist ein ehemaliger dänischer Radrennfahrer.

## Sportliche Laufbahn
Jens-Erik Madsen begann seine internationale Straßenkarriere 2004 bei dem dänischen Radsportteam Glud & Marstrand. Beim Bahnrad-Weltcup 2006/07 in Sydney und in Los Angeles wurde er mit der dänischen Nationalmannschaft Zweiter in der Mannschaftsverfolgung. Im März 2007 belegte er mit dem dänischen Bahn-Vierer den dritten Platz bei den Bahnradsport-Weltmeisterschaften in Palma de Mallorca. Nach 14 Jahren (WM-Bronze 1993) gewann eine dänische Mannschaft wieder eine Medaille bei Weltmeisterschaften in dieser Königsdisziplin des Radsports. Im März 2008 gewann der dänische Bahn-Vierer mit Madsen die Silber-Medaille bei den Bahnradsport-Weltmeisterschaften in Manchester, nachdem sie in der Qualifikation mit 3:57,734 eine neue Weltbestzeit gefahren haben, die drittbeste Zeit überhaupt. Wenige Monate später errang das dänische Team mit Madsen bei den Olympischen Sommerspielen in Peking die Silbermedaille in der Mannschaftsverfolgung, gemeinsam mit Alex Rasmussen, Michael Mørkøv und Casper Jørgensen. 2009 gewann er die nationale Meisterschaft im 1000-Meter-Zeitfahren.
2012 beendete Madsen seine aktive Laufbahn und wurde im Jahr darauf Sportlicher Leiter beim Team TreFor, wo er bis 2014 tätig war.

## Ehrungen
2008 sowie 2009 wurde Jens-Erik Madsen als Mitglied des dänischen Bahn-Vierers dänischer Radsportler des Jahres.

## Erfolge – Bahn
1997
- Skandinavische Meisterschaften – Mannschaftsverfolgung (mit Anders Kristensen, Jacob Filipowicz und Michael Demin)
- Europäisches Olympisches Jugendfestival – Kriterium

1998
- Dänischer Meister (Junioren) – Mannschaftsverfolgung (mit Thue Houlberg Hansen, Brian Funder und Jacob Filipowicz)

1999
- Dänischer Meister – Mannschaftsverfolgung (mit Michael Sandstød, Michael Steen Nielsen und Jacob Filipowicz )
- Dänischer Meister (Junioren) – 1000-Meter-Zeitfahren, Mannschaftsverfolgung (mit Kristian Busk Jensen, Jacob Filipowicz und Lars Rasmussen)

2000
- Dänischer Meister – Mannschaftsverfolgung (mit Thue Houlberg Hansen, Morten Voss Christiansen und Jacob Filipowicz)

2004
- Europameisterschaft – Madison (mit Michael Smith Larsen)

2006
- Weltcup Sydney – Mannschaftsverfolgung

2007
- Weltmeisterschaft – Mannschaftsverfolgung (mit Casper Jørgensen, Michael Mørkøv und Alex Rasmussen)

2008
- Olympische Spiele – Mannschaftsverfolgung (mit Alex Rasmussen, Michael Mørkøv und Casper Jørgensen)
- Weltmeisterschaft – Mannschaftsverfolgung (mit Casper Jørgensen, Alex Rasmussen und Michael Færk Christensen)

2009
- Weltmeister – Mannschaftsverfolgung (mit Casper Jørgensen, Alex Rasmussen und Michael Færk Christensen)
- Dänischer Meister – 1000-Meter-Zeitfahren

2010
- Dänischer Meister – Scratch

## Erfolge – Straße

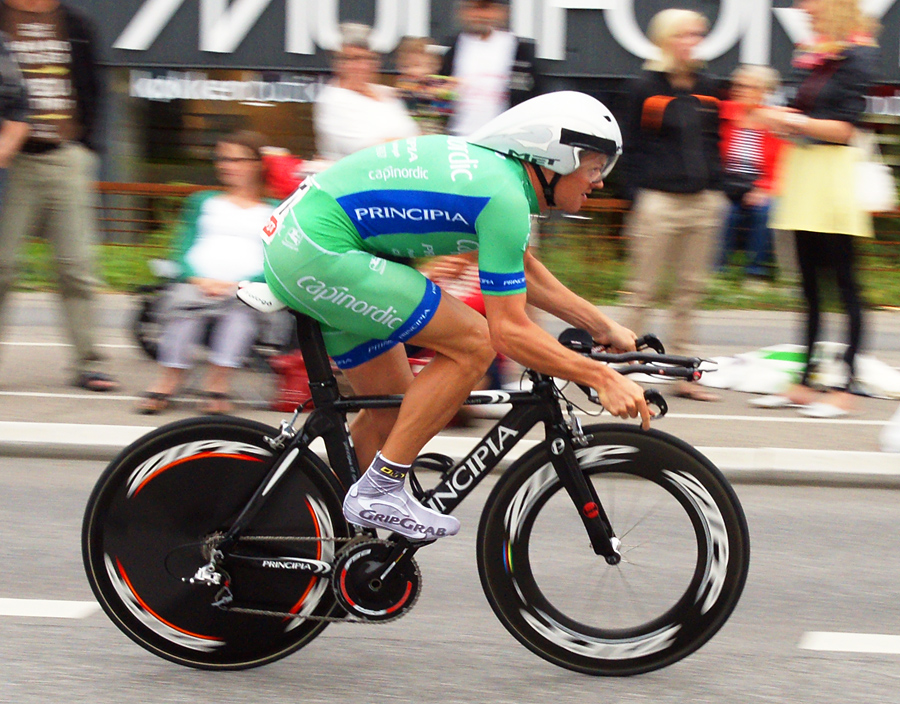
Madsen bei der Dänemark-Rundfahrt 2009

1999
- Dänischer Meister (Junioren) – Straßenrennen

2003
- eine Etappe Berlin-Rundfahrt

2004
- Dänischer Meister – Mannschaftszeitfahren (mit Kasper Klostergaard Larsen und Max Nielsen )

2007
- Dänischer Meister – Mannschaftszeitfahren (mit Michael Tronborg Kristensen und René Jørgensen)

2009
- Antwerpse Havenpijl
- Dänischer Meister – Mannschaftszeitfahren (mit Rasmus Guldhammer, Troels Rønning Vinther, Thomas Guldhammer, Jonas Aaen Jørgensen und Daniel Kreutzfeldt)

## Teams
- 2004 Glud & Marstrand
- 2005 Glud & Marstrand
- 2006 Designa Køkken
- 2007 Designa Køkken
- 2008 Designa Køkken
- 2009 Team Capinordic
- 2010 Team Designa Køkken-Blue Water
- 2011 Team Concordia Forsikring-Himmerland
- 2012 Team Tre-For